# Dahira plutenkoi
Dahira plutenkoi là một loài bướm đêm thuộc họ Sphingidae. Loài này có ở Tứ Xuyên ở Trung Quốc, có in có khoảng 2,600 và 3,200 mét altitude.